# Paralithodes californiensis
Paralithodes californiensis (лат.) — вид неполнохвостых раков из семейства Lithodidae. Близкий родственник Paralithodes rathbuni, некоторые авторитетные источники утверждают, что они могут быть представителями одного вида. Встречается на илистом или каменистом дне на глубине 145—300 м в Тихом океане у берегов южной Калифорнии (от Писмо-Бич до Сан-Диего). Безвреден для человека, не является объектом промысла. Охранный статус вида не оценивался.